# 1947 Iso-Heikkilä
1947 Iso-Heikkilä este un asteroid din centura principală, descoperit pe 4 martie 1935, de Yrjö Väisälä.